# Directeur de la communication de la Maison-Blanche
Le directeur de la communication de la Maison-Blanche ou le directeur des communications de la Maison-Blanche, également connu sous le nom d'assistant du président pour les communications, fait partie du personnel de direction du président des États-Unis et est chargé de développer et de promouvoir sa campagne médiatique. Le directeur, en collaboration avec son personnel, travaille sur des discours tels que le discours inaugural et le discours sur l'état de l'Union. Le directeur des communications, qui est nommé par le président et agit à sa discrétion sans que le Sénat ait besoin de confirmation, se voit généralement attribuer un bureau dans l'aile ouest de la Maison-Blanche.

## Historique
Le bureau des communications de la Maison Blanche a été créé par Herbert G. Klein en janvier 1969 sous l'administration Nixon,. Il était séparé du bureau du secrétaire de presse de 1969 à 1974. 

## Rôle et responsabilités
Historiquement, le poste de directeur des communications de la Maison-Blanche est attribué à un haut responsable des relations publiques du personnel de campagne du candidat. Il s’agit souvent du directeur de campagne adjoint ou du directeur des communications de campagne.  Le directeur des communications travaille en étroite collaboration avec l'attaché de presse de la Maison Blanche, qui est généralement un collègue de travail dans la campagne du président. 
La voix et la vision du président devant être comprises, le directeur de la communication veille à ce que tous les aspects de la communication soient traités afin que le message de l'administration soit transmis clairement et avec succès. Une stratégie de communication doit être élaborée pour promouvoir le programme du président dans tous les médias. Cela peut inclure, sans toutefois s'y limiter, le discours sur l'état de l'Union, les conférences de presse télévisées, les déclarations à la presse et les informations radio. Le bureau de la communication travaille également en étroite collaboration avec les départements du cabinet et les autres agences afin de créer une stratégie cohérente permettant de diffuser le message du président. 
Avec l'importance croissante d'Internet et des nouveaux médias en termes de communication présidentielle, le bureau de la communication s'est diversifié pour utiliser Internet, et plus particulièrement les sites de médias sociaux tels que Facebook et Twitter, afin de toucher un plus grand pourcentage du public.

## Personnel-clé
- Assistant du président et directeur des communications de la Maison Blanche:  
  - Adjointe adjointe au président et directrice adjointe des communications: Jessica Ditto
- Assistante du président et attachée de presse de la Maison Blanche : Jen Psaki
  - Assistant adjoint du président et attaché de presse principal: Karine Jean-Pierre
- Assistant du président et directeur des communications stratégiques : Mercedes Schlapp
- Assistant du président et directeur des médias sociaux: Dan Scavino

## Directeurs
| Directeur              | Début            | Fin              | Président         |
| ---------------------- | ---------------- | ---------------- | ----------------- |
| Herb Klein             | 20 janvier 1969  | 1er juillet 1973 | Richard Nixon     |
| Ken Clawson            | 30 janvier 1974  | 4 novembre 1974  | Richard Nixon     |
| Ken Clawson            | 30 janvier 1974  | 4 novembre 1974  | Gerald Ford       |
| Jerry Warren           | 4 novembre 1974  | 15 août 1975     |                   |
| Margita White          | 15 août 1975     | 12 juillet 1976  |                   |
| David Gergen           | 12 juillet 1976  | 20 janvier 1977  |                   |
| Gerald Rafshoon        | 1er juillet 1978 | 14 août 1979     | Jimmy Carter      |
| Frank Ursomarso,       | 23 février 1981  | 17 juin 1978     | Ronald Reagan     |
| David Gergen           | 17 juin 1978     | 15 janvier 1984  | Ronald Reagan     |
| Michael A. McManus Jr. | 15 janvier 1984  | 6 février 1985   | Ronald Reagan     |
| Pat Buchanan           | 6 février 1985   | 1er mars 1987    | Ronald Reagan     |
| Jack Koehler           | 1er mars 1987    | 13 mars 1987     | Ronald Reagan     |
| Tom Griscom            | 2 avril 1987     | 1er juillet 1988 | Ronald Reagan     |
| Mari Maseng            | 1er juillet 1988 | 20 janvier 1989  | Ronald Reagan     |
| David Demarest         | 20 janvier 1989  | 23 août 1992     | George H. W. Bush |
| Margaret Tutwiler      | 23 août 1992     | 20 janvier 1993  | George H. W. Bush |
| George Stephanopoulos  | 20 janvier 1993  | 7 juin 1993      | Bill Clinton      |
| Mark Gearan            | 7 juin 1993      | 14 août 1995     | Bill Clinton      |
| Don Baer               | 14 août 1995     | 31 juillet 1997  | Bill Clinton      |
| Ann Lewis              | 31 juillet 1997  | 10 mars 1999     | Bill Clinton      |
| Loretta Ucelli         | 10 mars 1999     | 20 janvier 2001  | Bill Clinton      |
| Karen Hughes           | 20 janvier 2001  | 2 octobre 2001   | George W. Bush    |
| Dan Bartlett           | 2 octobre 2001   | 5 janvier 2005   | George W. Bush    |
| Nicolle Wallace        | 5 janvier 2005   | 24 juillet 2006  | George W. Bush    |
| Kevin Sullivan         | 24 juillet 2006  | 20 janvier 2009  | George W. Bush    |
| Ellen Moran            | 20 janvier 2009  | 21 avril 2009    | Barack Obama      |
| Anita Dunn (Acting)    | 21 avril 2009    | 30 novembre 2009 | Barack Obama      |
| Dan Pfeiffer           | 30 novembre 2009 | 25 janvier 2013  | Barack Obama      |
| Jennifer Palmieri      | 25 janvier 2013  | 1er avril 2015   | Barack Obama      |
| Jen Psaki              | 1er avril 2015   | 20 janvier 2017  | Barack Obama      |
| Sean Spicer            | 20 janvier 2017  | 6 mars 2017      | Donald Trump      |
| Mike Dubke,            | 6 mars 2017      | 2 juin 2017      | Donald Trump      |
| Sean Spicer (Acting),  | 2 juin 2017,     | 21 juillet 2017  | Donald Trump      |
| Anthony Scaramucci,    | 21 juillet 2017  | 31 juillet 2017  | Donald Trump      |
| Hope Hicks,            | 16 août 2017     | 29 mars 2018     | Donald Trump      |
| Bill Shine             | 5 juillet 2018   | 8 mars 2019      | Donald Trump      |
| Stephanie Grisham      | 1er juillet 2019 | 7 avril 2020     | Donald Trump      |
| Kate Bedingfield       | 20 janvier 2021  | 20 janvier 2025  | Joe Biden         |